# Ponto de alinhavo duplo
Ponto de alinhavo duplo é um ponto de bordado do tipo reto também conhecido como ponto romeno, técnica de Holbein ou ainda ponto Holbein. O nome Holbein é devido a Hans Holbein, o Jovem (1497-1543), um pintor de retratos do século 16 mais conhecido por suas pinturas de Henrique VIII e seus filhos, onde quase todos são retratado vestindo roupas decoradas com o bordado em linha preta.

## Utilização
Embora o ponto seja semelhante ao ponto atrás, o ponto de alinhavo duplo é mais plano e tanto o avesso quanto o direito do trabalho devem parecer iguais. O ponto de alinhavo duplo serve para fazer contornos, quando utilizado para cobertura é chamado de ponto de cerzir duplo.

## Execução

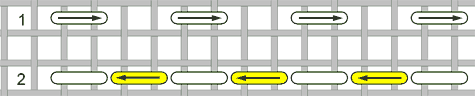
O ponto de alinhavo duplo

Para fazer o ponto de alinhavo duplo, primeiro faça o ponto de alinhavo, em seguida, volte sobre a mesma área com outro ponto de alinhavo preenchendo os espaços entre o ponto anterior.